# Дерипсал
Дерипсал (каз. Деріпсал) — село в Шетском районе Карагандинской области Казахстана. Входит в состав Краснополянского сельского округа. Код КАТО — 356467300.

## История
Названа в честь Дербисалы батыра Айдаболулы из рода Сарым. Рядом с селом находится его могила.

## Население
В 1999 году население села составляло 170 человек (89 мужчин и 81 женщина). По данным переписи 2009 года, в селе проживало 88 человек (54 мужчины и 34 женщины).

## Галерея
| - Надгробный камень Дербисалы батыра у могилы, рядом с селом Дерпсал. |